# 무투표 당선
무투표 당선은 후보가 1명 밖에 없을 때 그 한명을 자동 당선 처리되는 투표의 한 방법이다.

## 사례

### 대한민국
대한민국에서는 국회의원 선거와 지방선거에서 발생한 사례가 있다. 국회의원 선거의 경우 1988년 제13대 총선에서 무투표 당선 사례가 한차례 있었으며, 28년 뒤인 2016년 20대 총선에서는 통영시·고성군 지역구에 출마한 이군현 (당시 새누리당) 후보가 상대후보 없이 무투표 당선되었다.
가장 최근인 2017년 3월 24일 상반기 재보궐선거 군위군의회 가선거구에서 자유한국당의 김휘찬 후보가 단독 등록하여, 상대 후보 없이 당선된 사례가 있다.